# Plagiobothrys californicus
Plagiobothrys californicus là loài thực vật có hoa trong họ Mồ hôi. Loài này được (A. Gray) Greene miêu tả khoa học đầu tiên năm 1887.